# オラフ・ステープルドン
オラフ・ステープルドン（William Olaf Stapledon, 1886年5月10日 - 1950年9月6日）は、イギリスの小説家、哲学者。壮大なスケールの作品で、後年のSF作家に大きな影響を与えた。

## 経歴
イギリスのリヴァプールの南のウィラルで生まれ、6歳までは父親の赴任先であるエジプトのポートサイドで過ごした。オックスフォード大学のベイリオル・カレッジで近代史を学ぶ。第一次世界大戦では救急部隊に所属。1920年にリヴァプール大学で哲学の博士号を取得、その後、英文学、哲学、心理学の講師を務めるなどした。1919年に従姉妹のアグネスと結婚。
1930年に発表した『最後にして最初の人類』で小説家として認められた。1948年にはポーランドで開かれた「平和のための世界識者会議」に出席。同年、英国惑星間協会でアーサー・C・クラークの招待を受け講演した。
1950年9月6日に、冠状動脈閉塞で死去した。
夫人との結婚前のラブレターの他、作家のH・G・ウェルズ、ナオミ・ミッチソン、ヴァージニア・ウルフ、アーサー・ケストラー、オルダス・ハクスリー、哲学者のバートランド・ラッセルらとの書簡も残されている。
2001年に、第1回コードウェイナー・スミス再発見賞を贈られた。

## 作品
長編小説『最後にして最初の人類』は人類の20億年に渡る未来を描いた作品で、当時無名でありながらも高い評価を得た。ちなみにこの時まで、ステープルドンはほとんどSF小説を読んだことがなかったという。
続いて1937年に発表した『スターメイカー』は、さらに宇宙規模のスケールを拡大した幻視的な作品で、第一次大戦後の次の戦争の危機が忍び寄る時代を背景に、平和への思いとその観念的な解決を遠未来から俯瞰して見せ、そのあまりに冷たく美しいヴィジョンによりブライアン・オールディスによって「堪えがたいほど壮麗な作品」と評された。ホルヘ・ルイス・ボルヘスはスペイン語版の解説で、文学の新しい形態である「科学的な性格を持つ寓話あるいは空想譚」のうち、ポーはその両者に取り組み、ステープルドンは両者を結合させたと述べ、また「世界の複数性とその劇的な歴史の、蓋然性と信憑性を備えた表現でもある」と評している。また物理学者フリーマン・ダイソンは、ダイソン球を始めとする宇宙文明に関するアイデアを『スターメイカー』から得たとしている。
他に代表的なSF小説として、現代に現われた超人類を描いた『オッド・ジョン』、人間と同等の知能を持った犬の物語『シリウス』がある。どの作品においても、人類の未来についての深い洞察が込められている。
存命中に最も売れた本は、素人向けの哲学の歴史と実践のための入門書"Philosophy and Living, 2 volumes"だという。

### 作品リスト
小説
- 最後にして最初の人類 (Last and First Men) 1930年
- (Last Men in London) 1932年
- オッド・ジョン (Odd John) 1935年
- スターメイカー (Star Maker) 1937年
- (Darkness and the Light) 1942年
- シリウス (Sirius) 1944年
- (Death into Life) 1946年
- (The Flames) 1947年
- (A Man Divided) 1950年

評論など
- (A Modern Theory of Ethics: A study of the Relations of Ethics and Psychology) 1929年
- (Waking World) 1934年
- (Saints and Revolutionaries) 1939年
- (New Hope for Britain) 1939年
- (Philosophy and Living, 2 volumes) 1939年
- (Beyond the "Isms") 1942年
- (Youth and Tomorrow) 1946年

### 翻訳
- 『オッド・ジョン』矢野徹訳、早川書房〈ハヤカワ・SF・シリーズ〉、1967年。
  - 『オッド・ジョン』矢野徹訳、早川書房〈ハヤカワ文庫SF〉、1977年。ISBN 4-15-010221-X。
    - グーテンベルク21（電子出版、2018年）で再刊※
- 『エスパー島物語』矢野徹訳、水田秀穂絵、岩崎書店〈エスエフ世界の名作 23〉、1967年。上記の児童向け訳
  - 『超人の島』矢野徹訳、水田秀穂絵、岩崎書店〈SFこども図書館 23〉、1976年2月。ISBN 4-265-92223-6。
- 「シリウス」中村能三訳『世界SF全集 第6巻』早川書房、1970年。ISBN 4-15-200006-6。
  - 『シリウス』中村能三訳、早川書房〈ハヤカワ文庫SF〉、1976年。ISBN 4-15-010191-4。
  - 『シリウス』中村能三訳、筑摩書房〈ちくま文庫〉、2025年7月。ISBN 978-4480440389。改訂新版（解説 ヤマザキマリ）
- 『スターメイカー』浜口稔訳、国書刊行会〈クラテール叢書 14〉、1990年5月。ISBN 4-336-03013-8。
  - 『スターメイカー』浜口稔訳（新装版）、国書刊行会、2004年1月。ISBN 4-336-04621-2。
  - 『スターメイカー』浜口稔訳、筑摩書房〈ちくま文庫〉、2021年11月。ISBN 978-4-480-43565-1。改訳版※
- 『最後にして最初の人類』浜口稔訳、国書刊行会、2004年2月。ISBN 4-336-04538-0。
  - 『最後にして最初の人類』浜口稔訳、筑摩書房〈ちくま文庫〉、2024年6月。ISBN 978-4-480-43954-3。改訳版※
- 『火炎：ファンタシー』青野丸香訳、デザインエッグ社、2021年7月。ISBN 978-4815027759。kindle版も刊※
- 『火炎人類』浜口稔編訳、筑摩書房〈ちくま文庫〉、2025年9月。ISBN 978-4-480-440471。傑作選

※は電子書籍も刊

### 映画化
- 最後にして最初の人類 (映画)（英語版）

## 注
1. ↑  内田兆史訳「オラフ・ステイプルドン『スターメイカー』」（『序文つき序文集』国書刊行会 2001年）